# Łotewska Partia Zielonych
Łotewska Partia Zielonych (łot. Latvijas Zaļā Partija, LZP) – łotewska partia polityczna powstała w 1990, w latach 2002–2022 część bloku politycznego Związek Zielonych i Rolników, przez wiele lat współrządzącego Łotwą. Obecnie znajduje się w koalicji pod nazwą Zjednoczona Lista. 

## Historia
Ugrupowanie zostało założone 13 stycznia 1990. Wśród założycieli znaleźli się Juris Zvirgzds, Oļegs Batarevskis, Indulis Emsis, Arvīds Ulme i Valts Vilnītis. Początkowo Łotewska Partia Zielonych liczyła 123 członków, obecnie ta liczba wynosi ponad 900. Ugrupowanie opowiada się za budową demokratycznego państwa łotewskiego zgodnie z pryncypiami europejskich ruchów ekologicznych. 
W Radzie Najwyższej Republiki Łotwy (1990–1993) LZP miała siedmiu przedstawicieli. W wyborach 1993 zdobyła jeden mandat, wchodząc zarazem do koalicji rządowej. Indulis Emsis został ministrem środowiska (funkcję tę sprawował do roku 1998). W wyborach 1995 Zieloni zdobyli 4 mandaty, jednak w latach 1998–2002 nie byli reprezentowani w Sejmie. Od wyborów 2002 Zieloni wchodzili w skład koalicji Związek Zielonych i Rolników (ZZS), z jej ramienia byli wybierali w skład kolejnych parlamentów. Od 2002 do 2011 oraz w latach 2014–2019 Zieloni współtworzyli centroprawicowe koalicje rządzące. W 2004 ich ówczesny lider Indulis Emsis był przez kilka miesięcy premierem Łotwy. 
W czerwcu 2022 Łotewska Partia Zielonych zerwała współpracę z ZZS, przyłączając się do nowej inicjatywy wyborczej „Zjednoczona Lista”, współtworzonej przez Partię Lipawską oraz Łotewskie Zjednoczenie Regionów, która wystartowała w wyborach w 2022. Ostatecznie koalicja uzyskała 11,01% głosów, wprowadzając do Sejmu 15 posłów. Wśród nich znaleźli się przedstawiciele Partii Zielonych Raimonds Bergmanis, Ingmārs Līdaka oraz Edgars Tavars.
Obecnie na czele ugrupowania stoi Edgars Tavars. Przewodniczącym rady partyjnej jest Ingmārs Līdaka. W parlamencie LZP reprezentują Tavars i Raimonds Bergmanis.
Partia liczy obecnie 25 oddziałów w całej Łotwie. 